# Siemens Desiro
Siemens Desiro je rodina motorových jednotek a elektrických jednotek vyvinutá společností Siemens Mobility, na dopravu zaměřenou divizí konglomerátu Siemens. Jednotky jsou vyráběny od roku 1999 a to jednak v Německu ve Vagonce Uerdingen v Krefeldu, jednak od roku 2012 také v Rusku, kde Siemens a místní společnost Gruppa Sinara založily za účelem jejich výroby společnost Uralskije lokomotivy, která má továrnu ve Verchňaje Pyšmě. Varianta jednotek pro Rossijskije železnyje dorogi má rozchod 1520 mm, varianty pro evropský trh mají rozchod 1435 mm. Některé varianty jsou dvoupodlažní.

## Varianty

### Desiro Classic
Původní varianta vyráběná v letech 1999–2008 převážně v dieselové variantě.

### Desiro UK
Vyráběno v letech 2002–2014 především pro železnice ve Spojeném království, ale následně dodáváno i do Thajska.

### Desiro City
Vyráběno v letech 2013–2018 v elektrické trakci a dodáváno do Spojeného království.

### Desiro ML
Vyráběno v letech 2007–2025.

### Desiro RUS
Vyráběno v letech 2011–2019. Už v roce 2009 objednaly Ruské dráhy 54 jednotek, aby mohly sloužit na zimních olympijských hrách v roce 2014. Podle původních plánů mělo z těchto 54 už být 16 vyrobeno v továrně Uralskije lokomotivy ve Verchňaje Pyšmě, ale nakonec byly všechny vyrobeny v Německu.
Zahájení výroby v ruské továrně proběhlo až v roce 2012 a týkalo se až dalších dodávek. K červenci 2023 bylo těchto jednotek Desiro RUS v různých podvariantách vyrobeno již bezmála tři sta.
Místní ruský název těchto souprav je Lastočka (ласточка), tj. „Vlaštovka”.

### Desiro Double Deck
Dvoupodlažní řešení, sériově vyráběno jen v letech 2005–2009 pro Švýcarské spolkové dráhy, kde slouží pod označením SBB RABe 514.

### Desiro HC
Varianta představená na Innotransu 2014. Zvláštností je, že některé vagóny jsou jednopodlažní a jiné dvoupodlažní.

## Česká republika

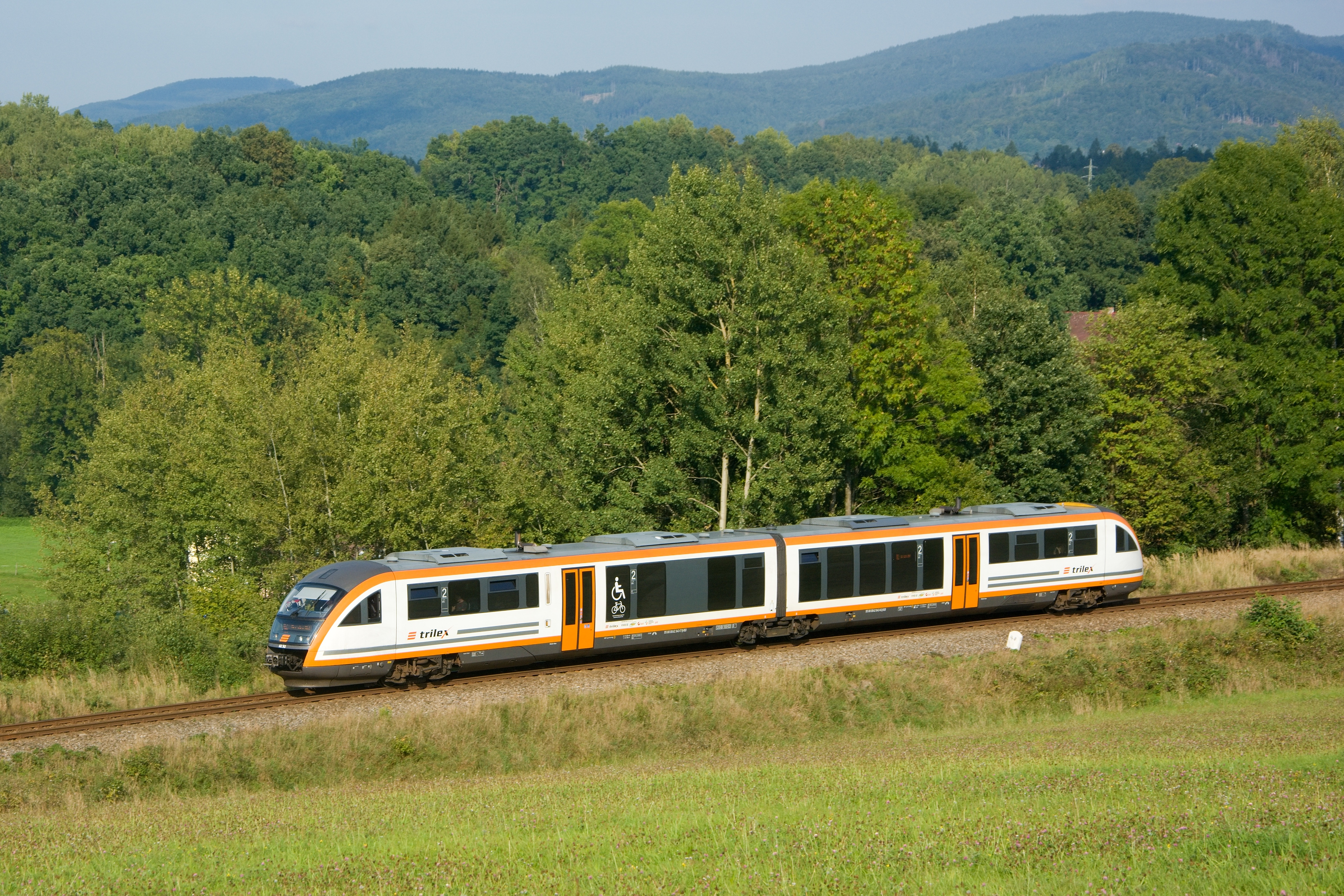
Siemens Desiro společnosti Die Länderbahn na trati Liberec–Zittau

V roce 2010 provozoval sto dní na českých kolejích soupravy Desiro dopravce Regiojet. Jednalo se spíše o reklamní provoz, vozy byly jen krátkodobě půjčené z Německa a vystřídaly tratě v několika krajích.
V letech 2010–2020 provozoval dopravce Vogtlandbahn jednotky Desiro Classic na trati z Rybniště do Varnsdorfu a dále přes Mittelherwigsdorf a přes Žitavu až do Liberce.
České dráhy koupily svá první Desira v roce 2023 jako ojeté od Hessische Landesbahn, kde byly v provozu od roku 2005, aby jezdily na železniční trati z Děčína do Rumburka (linka U8). Šest jednotek, nosících zeleno-šedé barevné schéma Dopravy Ústeckého kraje, je v provozu od května 2024, respektive července 2024. České dráhy také provozují Desira, zapůjčená od společnosti DB Regio, na lince U28 z Děčína do Bad Schandau a dále do Sebnitz a Rumburka. Linka je v provozu od 5. července 2014.
Společnost ARRIVA vlaky nasazovala soupravy Desiro příležitostně už v roce 2016, kdy s nimi jezdila na trati z Benešova do Prahy. V roce 2019 už byly spolu s jednotkami 845 jedněmi z variant, které pravidelně nasazovala na trati Železný Brod – Tanvald. Vlaky měla přitom půjčené, původně od Deutsche Bahn, později od Alpha Trains.